# Gressier (Haiti)
Gressier (Haitianisch-Kreolisch Gresye) ist eine Gemeinde im Département Ouest von Haiti.

## Geschichte
Die Ursprünge des Ortes gehen auf Siedlungen der Taino-Einwohner der Insel Hispaniola zurück. Die erste Niederlassung französischer Siedler erfolgte um das Jahr 1800; sie wurde Gardes Gendarmes genannt.
Im Jahr 1818 ließ Präsident Jean-Pierre Boyer hier ein Hospiz errichten, das jedoch wenig genutzt wurde und bald verfiel. Gressier erhielt im Jahr 1932 das Stadtrecht.
Nahe des Epizentrums des Erdbebens im Jahr 2010 gelegen, wurde Gressier bei diesem Ereignis erheblich zerstört.
Am 11, Mai 2024 wurde gemeldet, dass Gressier im Rahmen der Krise in Haiti in die Hände bewaffneter krimineller Banden gefallen sei und von diesen kontrolliert wurde. Die Ordnung in der Gemeinde konnte am 12. Mai von der Police National wiederhergestellt werden. Am 30. Juni kam es zu einem Massaker, in dem Bandenangehörige Wohngebäude plünderten und deren Bewohner auf offener Straße erschossen.
Am 19. Juli 2024 verhängte die Regierung für einen Monat den Ausnahmezuständ (état d’urgence) über die Gemeinde.

## Lage und Beschreibung
Gressier liegt am Rand der Metropolregion Port-au-Prince und an der Küste des Golfs von Gonâve.
Neben dem Stadtzentrum Ville de Gressier bestehen drei Gemeindebezirke:
1. Morne à Bateau mit Caille-Pin, Dubois, Grande-Saline und Merger,
2. Morne Chandelle mit Bellevue, Berault, Colin, Corail-Thor, Gode, Ignace, La Source, Maillette und Sibilot sowie
3. Petit-Boucan mit Bazelais, Bellevue, Berault, Corail, Echarlotte, Fayette, Jean-Jean, Jovin, La Salle-Pte-Place, Maville, Pamber, Plaisance und Santo.

Gressier liegt an der Route Nationale RN-2. Sie verbindet den Ort mit der Hauptstadt Port-au-Prince im Osten (30 Kilometer) und Petit-Goâve (43 Kilometer) im Westen.

## Personen aus Gressier
- Ruthny Mathurin (* 2001), haitianische Fußballspielerin